# Ebenezer (Saskatchewan)
Ebenezer es un pueblo canadiense situado en la provincia de Saskatchewan.

## Superficie
Ebenezer tiene una superficie de 0,6 km².

## Demografía
En 2021, tenía 188 habitantes, una densidad poblacional de 312,6 hab./km², y 80 viviendas.